# Scleronema (peixe)
Scleronema é um gênero de peixes da família Trichomycteridae. Ocorre na América do Sul. 

## Nomenclatura e taxonomia
O gênero foi descrito por Carl H. Eigenmann em 1917. Tradicionalmente está classificado na subfamília Trichomycterinae, entretanto, alguns autores demonstraram que Scleronema e Ituglanis formam um clado irmão com as subfamílias Tridentinae, Stegophilinae, Vandelliinae, Sarcoglanidinae e Glanapteryginae (clado TSVSG), fazendo com que Trichomycterinae torne-se parafilética. Em 2010, um estudo morfológico demonstrou que as características propostas para suportar a afinidade entre Scleronema e Ituglanis com o clado TSVSG, ou são inválidas ou são homoplásicas.
3 espécies são reconhecidas:
- Scleronema angustirostre (Devincenzi, 1942)
- Scleronema minutum (Boulenger, 1891)
- Scleronema operculatum C. H. Eigenmann, 1917